# 스카니아 R-시리즈
스카니아 R-시리즈는 스카니아에서 판매하는 카고트럭, 탑차, 특장차를 가리킨다. 대한민국에선 1991년에 아시아자동차에서 수입했다.

## 스카니아 R-시리즈의 변천사
스카니아 R-시리즈는 우리가 흔히 각스카니아라고 부르는 2새대와 3세대의 통합 후속 차종으로서 2004년에 처음으로 출시가 되었다. 볼보, 벤츠, 만, 이베코와는 달리 3세대도 2001년부터 대한민국에 수입이 되었으며 2004년을 끝으로 대한민국에선 단종이 되었다가 2016년부터 다시 대한민국에 출시가 되었다. 2004년에 처음으로 출시된 이래에 2009년과 2013년에 각각 페이스리프트를 거쳤으며 2016년에 후속 차종이 되는 5세대가 출시가 되고 지금도 출고를 하는 사람들도 있다. 대한민국에서 활발히 수입되는 차종으로 스카니아 R-시리즈를 소방차로 특장하여 사용을 하는 차종이다.

## 경쟁 차종
- 현대 엑시언트
- 타타대우 노부스
- 타타대우 프리마
- 메르세데스-벤츠
- MAN TGX
- 볼보트럭
- 이베코

## 같이 보기
- 스카니아
- 카고트럭
- 탑차
- 특장차
- 화물자동차
- 상용차
- 스카니아 대형트럭 시리즈
- 스카니아 P-시리즈
- 스카니아 G-시리즈
- 스카니아 T-시리즈